# Paramelomys levipes
Paramelomys levipes és una espècie de mamífer rosegador de la família dels múrids. És endèmic de Papua Nova Guinea, on viu a altituds d'entre 0 i 1.200 msnm. El seu hàbitat natural són els boscos situats a planes, aiguamolls o turons. És una espècie en risc mínim, és a dir, no sembla que hi hagi cap amenaça significativa per a la seva supervivència. El seu nom específic, levipes, significa ‘peu àgil’ en llatí.